# Lipovo
Lipovo  (mađ. Lippó, nje. Lippwar) je selo u južnoj Mađarskoj.
Zauzima površinu od 14,53 km četvorna.

## Zemljopisni položaj
Nalazi se na 45°51'46" sjeverne zemljopisne širine i 18°34'12" istočne zemljopisne dužine, jugozapadno od Mohača, blizu granice s Republikom Hrvatskom. Titoš je 7 km sjeverno, Bezedek je 1 km istočno, Ivandarda je 3,8 km južno. Od većih naselja s hrvatske strane se u pravcu juga nalazi Beli Manastir.

## Upravna organizacija
Upravno pripada Mohačkoj mikroregiji u Baranjskoj županiji. Poštanski broj je 7781.

## Povijest
Od 1918. do 1921. su postrojbe Kraljevine SHS držale pod okupacijom ovo selo.

## Stanovništvo
U Lipovu žive 563 stanovnika (2002.). Mađari su većina. U Lipovu živi i 18,7% Nijemaca, 2,7% Srba, 1,8% Roma te 0,5% Hrvata. Nijemci i Srbi u Lipovu imaju manjinsku samoupravu.
82,1% je katolika, 6,3% kalvinista, 0,7% luterana te ostali.

## Vanjske poveznice
- (mađ.) Lippó Önkormányzatának honlapja
- Lipovo na fallingrain.com